# Andreas Anter (Fußballspieler)
Andreas Anter (* 4. August 1961) war Fußballspieler in Ost-Berlin. Beim 1. FC Union Berlin gehörte er 1982/83 zum Aufgebot der Oberligamannschaft. Er ist vierfacher Junioren-Nationalspieler.
Anter begann seine Fußball-Laufbahn mit zehn Jahren bei der Betriebssportgemeinschaft (BSG) Bergmann Borsig in Ost-Berlin. Von 1973 bis 1975 gehörte er zu den Nachwuchsgruppen des Trainingszentrum Pankow. Von dort stieß er 1975 zum 1. FC Union Berlin. 1979 wurde er in den Kader der DDR-Junioren-Nationalmannschaft aufgenommen und bestritt sein erstes Juniorenländerspiel am 12. September 1979. In der Begegnung Tschechoslowakei – DDR (2:0) wurde er als Linksaußenstürmer eingesetzt. Insgesamt bestritt Anter in diesem Jahr vier Länderspiele mit der Juniorenauswahl, war aber stets nur Wechselspieler. Nach seiner Schulausbildung absolvierte er eine Lehre zum Elektromechaniker.
Zur Saison 1979/80 wurde Anter bei Union Berlin als Mittelfeldspieler in das Aufgebot für die Mannschaft in der Nachwuchs-Oberliga aufgenommen. Da die erste Mannschaft nach dieser Saison aus der DDR-Oberliga abstieg, musste die bisherige Nachwuchsoberliga-Mannschaft 1980/81 als Union II in der drittklassigen Bezirksliga Berlin antreten. Am 20. Juni 1981 wurde der 1,74 m große Anter erstmals in einem Pflichtspiel der 1. Mannschaft eingesetzt, es war das Spiel in der Aufstiegsrunde zur Oberliga Union Berlin – Motor Suhl (7:1). Union schaffte den Aufstieg nicht, aber Anter rückte für die Saison 1981/82 offiziell in das Aufgebot der 1. Mannschaft auf, die nach wie vor in der zweitklassigen DDR-Liga spielen musste. Union erreichte erneut die Aufstiegsrunde, Anter bestritt zwölf Punktspiele und ein Aufstiegsspiel und erzielte ein Tor. Im zweiten Anlauf gelang Union der Aufstieg in die Oberliga. Anter wurde für die Spielzeit 1982/83 als Angriffsspieler nominiert, bestritt aber für die 1. Mannschaft lediglich ein Spiel in der Oberliga. Es war die Begegnung des 6. Spieltages am 25. September 1982. Bei 1:1-Heimspiel-Unentschieden gegen Vorwärts Frankfurt wurde Anter in der 85. Minute eingewechselt.
Nach 15 Punkt- und drei Pokalspielen und insgesamt drei Toren für die 1. Mannschaft verließ Anter Union im Sommer 1983. Er schloss sich dem DDR-Ligaabsteiger BSG KWO Berlin an, mit dem er 1985, 1986, 1987 und 1988 Berliner Bezirksmeister wurde. 1988 gelang KWO im vierten Anlauf der Aufstieg in die DDR-Liga, Anter wurde für die Saison 1988/89 als Mittelfeldspieler nominiert. Nachdem er auch noch die Ligasaison 1989/90 bei KWO Berlin absolviert hatte, beendete Anter danach seine Laufbahn als Fußballspieler im Leistungsbereich.

## Stationen
- 1975 bis 1983: 1. FC Union Berlin
- 1983 bis 1990: BSG KWO Berlin